# Бабинська сільська громада (Львівська область)
Бабинська сільська об'єднана територіальна громада — колишня об'єднана територіальна громада в Україні, в Самбірському районі Львівської області. Адміністративний центр — село Бабина.
Площа громади —  км², населення —  мешканців (2021).
Утворена 1 вересня 2015 року шляхом об'єднання Бабинської, Корницької та Містковицької сільських рад Самбірського району.
Ліквідована 12 червня 2020 року шляхом включення до Новокалинівської громади.

## Населені пункти
До складу громади входять 10 сіл (чисельність населення станом на 1 січня 2014 року):
- Бабина (1653)
- Береги (382)
- Бірчиці (203)
- Зарайське (194)
- Климівщина (4)
- Ковиничі (332)
- Корничі (351)
- Містковичі (347)
- Нові Бірчиці (49)
- Пиняни (787)

## Інфраструктура
На території громади 5 шкіл.